# 鈴木家住宅 (羽後町)
鈴木家住宅（日语： Suzukikejyūtaku */?）是一座位於日本秋田縣雄勝郡羽後町飯澤字先達澤的古民家，建於江戶時代中期（17世紀末），為日本的重要文化財。

## 概要
鈴木家住宅在傳承上的先祖是源義經的家臣鈴木重家，重家在義經死後定居伊澤（現飯澤）。寶曆元年（1751年），獲准御目見，文政13年時（1830年）時更獲秋田藩主准許永名字帶刀御免，並且世襲肝煎之位。由於住宅在享保18年（1733年）曾經進行擴建，因此推測最早建於江戶時代中期（17世紀末），與一山之隔的土田家住宅同屬秋田縣內歷史最悠久的民居，當時擴建的部分當作馬屋之用，即現作的中門。1915年3月4日，土藏（染附藏）正式上樑，現在內裡擺放了伊萬里燒的青花瓷豬口、浮世繪和北前船運來的陶瓷等等。每一間之間的距離達7尺（2.1米），文化廳認為與其說是民居，不如說是當地豪族的居所也不為過。1973年2月23日，主屋和中門部分獲指定為日本國重要文化財。1980年4月，住宅在基於文化財保存技術協會的設計的情況下解體，進行全面維修工程，1982年10月完工並且正式對外開放。1994年7月12日，土藏部分、住宅所在地、附近山林和鈴木家的古文書也同時獲追加指定為日本國重要文化財。2006年，對土藏展開了基礎復原工程，並且暫停對外開放住宅，為期兩年。2008年5月，住宅重新對外開放，並且更名為日本國指定重要文化財 鈴木家住宅與染附藏（国指定重要文化財 鈴木家住宅と染付蔵）。雖然住宅是重要文化財，但是目前仍然有人居住，參觀前需要預約，並且在入內時支付費用，同時亦提供民泊服務。

## 文化財
- 主屋以及普請（日语：普請）文書1冊[1]
- 土藏以及上樑記牌1塊、家相（日语：家相）圖1張、普請文書3冊[2]
- 住宅所在地和附近山林：2,698.39平方米[10]